# Recep Ivedik
Recep İvedik (2008) este un film turcesc de comedie regizat de Togan Gökbakar, cu Şahan Gökbakar în rolul titular. A fost filmul turcesc cu cele mai mari încasări din 2008. Personajul Recep İvedik a fost creat de Şahan Gökbakar pentru emisiunea sa de televiziune Dikkat Şahan Çıkabilir, care a fost transmisă în 2005-2006. Filmul a avut două continuări: Recep Ivedik 2 (2009) și Recep Ivedik 3 (2010).

## Prezentare
După ce îi duce unui milionar portofelul pierdut, Recep este cazat într-o cameră de lux din hotelul acestuia. Inițial refuză, dar se răzgândește după ce o vede pe fosta sa dragoste din copilărie.

## Distribuția
| - Şahan Gökbakar - Fatma Toptaş - Hakan Bilgin - Lemi Filozof - Tuluğ Çizgen - Asiye Dinçsoy - Nedim Doğan - Zeynep Aydemir - Serkan Altuniğne - Ertunç Şenkay - Murat Volkan Cal - Gamze İnci - Hakan Akın - Kaan Önal - Vural Buldu - Burcu Sütun | - İsmail Hakkı - Kaya Gürel - Serkan Güler - Sevgi Berna Biber - Batuhan Ergün - Ferhat Uçar - Gözde Demirbilek - Mehmet Yumurtacı - Mehmet Güler - Merve Mutlu - Murat Akdağ - Onur Özyavaş - Uğur Dede - Volkan Can - Cenk Turanlı - Okan Özden |